# Pycnarmon nigrianalis
Pycnarmon nigrianalis là một loài bướm đêm trong họ Crambidae.